# Iazíkovka (Atkarsk)
|  | Per a altres significats, vegeu «Iazíkovka». |

Iazíkovka (en rus: Языковка) és un poble de l'óblast de Saràtov, a Rússia, segons el cens del 2021 tenia 185 habitants. Pertany al districte municipal d'Atkarsk.